# أولمبياد الشطرنج ال40
نظم الاتحاد الدولي للشطرنج الدورة الأربعين من أولمبياد الشطرنج ، بما في ذلك الدوري المفتوح والبطولة النسائية، وكذلك العديد من الأحداث الرامية إلى نشر لعبة الشطرنج، في إسطنبول، تركيا، في الفترة من 27 غشت إلى 10 سبتمبر 2012. لتكون المرة الثانية التي تستضيف فيها المدينة حدث تنظيم الأولمبياد بعد أولمبياد 2000.
شارك أكثر من 1،700 من اللاعبين وقادة الفرق، من بينهم 157 فريق في الدوري المفتوح و127 في قسم النساء. وقد عقدت المنافسات الرئيسية في مركز معرض إسطنبول. وكان الحكم الرئيسي للحدث هو اليوناني باناجيوتيس نيكولوبولس.
خاض كل فريق مكون من 4 لاعبين 11 جولة بإيقاع زمني محدد في ساعة ونصف لإنجاز 40 نقلة ونصف ساعة إلى نهاية الدور مع إضافة 30 ثانية عن كل نقلة منجزة منذ النقلة الأولى، خصوصية هذ الأولمبياد
هو أنه لا يمكن للاعبين عرض التعادل قبل إتمام 30 نقلة .